# Porque Eu Sei que É Amor
"Porque Eu Sei que É Amor" é uma canção pelos Titãs, lançado em julho de 2009. Foi escrita pelo Sérgio Britto e o Paulo Miklos e cantando by the latter. A canção foi incluindo na trilha sonora da novela da Rede Globo Cama de Gato.
A canção alcançou a posição numero 14 na Brasil Hot 100 Airplay e na posição numero 8 na Brasil Hot Pop.

## Vídeo clipe
O vídeo clipe da canção foi lançado em 28 de julho de 2009 e foi dirigindo pelo próprio Branco Mello e a Diana Bouth. o clipe incluem imagens de algumas mulheres, com close-ups das caras delas. Paulo Miklos, Tony Bellotto e Branco Mello são brevemente mostrado no vídeo.

## Versão  acústica
Os Titãs gravaram uma nova versão acústica da faixa foi lançado como single em 12 de junho de 2019 como uma homenagem ao Dia dos Namorados, esta versão foi lançado antes que o álbum Sacos Plásticos fosse lançados nas plataformas digitais, que foi só lançado dois dias depois do lançamento da versão acústica. Esta versão foi certificando platina pela Pro-Música Brasil.
Em 2024, uma outra versão acústica da música que foi feita junto com a artista Bruno Magalhães foi também lançado no álbum Microfonado.